# 매켄지 포이
매켄지 크리스틴 포이(Mackenzie Christine Foy, 2000년 11월 10일 ~ )는 미국의 배우이다. 그녀는 2012년 영화《브레이킹 던 part 2》에서 르네즈미 컬렌 역으로 잘 알려져있다. 그녀는 어린나이로 영 아티스트 어워드(Young Artist Award)에서 최고의 아역 상을 받았다. 이후 2013년 영화 《컨저링》을 통해 아역배우로서의 가능성을 보여주었다. 2014년에는 크리스토퍼 놀란 감독의 영화《인터스텔라》에서 어린 머피 쿠퍼로 참여하며 연기력을 인정받아 평단의 찬사를 받았다.

## 출생
매켄지 포이는 2000년 11월 10일 로스엔젤레스에서 태어나 자랐다. 그녀는 3세에 모델일을 시작하여 9살때 연기자의 길을 걸었다.

## 경력
매켄지 포이는 2004년에 Garnet Hill와 Polo Ralph Lauren의 인쇄광고 모델로 일을 시작했다. 그후부터 월트디즈니사와 Mattel, Gap에서 그녀를 모델로 삼았다.
그녀의 연기생활은 9살부터 시작되었다. TV프로그램에서 게스트로 출연하였고 2010년에는 Stephenie Meyer의 소설책 시리즈의 네번째이며 마지막 편인 브레이킹 던 part 2에서 Renesmee Cullen르네즈미 컬렌역으로 출연했다.
2012년 2월 그녀는 James Wan의 공포영화 《컨저링》에 캐스팅되었다. 2월 21일 노스캐롤라이나에서 촬영을 시작했고 2013년 7월 개봉하였다. 또 2월에 R.L.스타인의 호러 TV시리즈 The Haunting Hour 두번째 시즌의 마지막 애피소드에서 Natalie역으로도 출연했다. 2012년 10월 10일에는 David Baldacci의 소설이 원작인 영화 Wish You Well에서 연기하였으며 같은 해 11월 17일에 R.L.스타인의 호러 TV시리즈 The Haunting Hour의 또다른 애피소드에서 Georgia Lomin역을 연기하였다. 2014년에는 Erica Dunton의 영화 Black Eyed Dog에 출연하기도 하였다.

## 필모그래피

### 영화
- 2012년《브레이킹 던 part 2》- 르네즈미 컬렌
- 2012년《어네스트와 셀레스틴》- 셀레스틴 (영어버전 목소리)
- 2013년《위시 유 웰》- 로우 카디날
- 2013년《컨저링》- 신디 페론
- 2014년《인터스텔라》- 어린 머피 쿠퍼 (10세)
- 2014년《블랙 아이드 도그》- 데이지
- 2014년《더 쿠키 맙스터》- 샐리
- 2014년《더 박스카 칠드런》- 바이올렛 (목소리)
- 2015년《어린 왕자》- 소녀 (목소리)
- 2018년《호두까기 인형과 4개의 왕국》- 클라라